# Yolanda Herrera Arrieta
Yolanda Herrera Arrieta (Ciudad de México, 1954) es una taxónoma, bióloga, conservadora, profesora, agrostóloga, y botánica mexicana.

## Carrera
En agosto de 1977, obtuvo la licenciatura en biología, por el Instituto Politécnico Nacional (ENCB-IPN), México, D.F. La maestría en ciencias en botánica, en octubre de 1984, por la misma casa de altos estudios. Y un M.Sc. en biosistemática, en junio de 1991, por la McGill University, de Montreal, Canadá. Y el doctorado, en junio de 1993, por la misma casa de altos estudios.
Es autora en la identificación y nombramiento de nuevas especies para la ciencia, a abril de 2016, posee 23 registros de especies nuevas para la ciencia, especialmente de la familia Poaceae, y con énfasis del género Muhlenbergia (véase más abajo el vínculo a IPNI).

## Algunas publicaciones
- paul m. Peterson, konstantin Romaschenko, yolanda Herrera Arrieta. 2015. A molecular phylogeny and classification of the Eleusininae with a new genus, Micrachne (Poaceae: Chloridoideae: Cynodonteae). Taxon 64 (3): 445 – 467.

- --------------------, -------------------------------, -------------------------------. 2015. Phylogeny and subgeneric classification of Bouteloua with a new species, B. herrera-arrietae (Poaceae: Chloridoideae: Cynodonteae: Boutelouinae). Journal of Systematics and Evolution, 53 (4): 351 - 366. doi:10.1111/jse.12159 resumen.

- --------------------, -------------------------------, -------------------------------. 2014. A molecular phylogeny and classification of the Cteniinae, Farragininae, Gouiniinae, Gymnopogoninae, Perotidinae, and Trichoneurinae (Poaceae: Chloridoideae: Cynodonteae). Taxon: 63 (2): 275 – 286.

- --------------------, -------------------------------, -------------------------------. 2014. A Molecular Phylogeny and Classification of the Sporobolinae (Poaceae: Chloridoideae). Taxon 63 (6): 1212 – 1243.

- yolanda Herrera Arrieta. 2014. Additions and updated names for grasses of Durango, Mexico. Acta Botánica Mexicana. 106: 79 - 95.

- l.g. Barriada-Bernal, n. Almaraz-Abarca, t. Gallardo-Velázquez, i. Torres-Morán, yolanda Herrera Arrieta, s. González-Elizondo, e.a. Delgado-Alvarado. 2013. Seed Vigor Variation of Agave durangensis Gentry (Agavaceae). American Journal of Plant Sciences 4: 2227 - 2239.

- -------------, -----------, e.a. Delgado-Alvarado, t. Gallardo-Velázquez, j.a. Ávila-Reyes, m.i. Torres-Morán, m.s. González-Elizondo, yolanda Herrera-Arrieta. 2013. Flavonoid composition and antioxidant capacity of the edible flowers of Agave durangensis (Agavaceae). CyTA -Journal of Food http://dx.doi.org/10.1080/19476337.2013.801037: 1 - 10.

- o. Rosales Carrillo, yolanda Herrera Arrieta, n. Mayek Pérez, m.s. González Elizondo, n. Almaráz Abarca, a.l. Laforga Vanzela. 2013. Karyotypes of Muhlenbergia rigida (Kunth) Trin. (Poaceae, Chloridoideae) from north-central Mexico. J. Bot. Res. Inst. Texas 7 (1): 381 - 390.

- j. Herrera Corral, m.e. Pereda Solís, yolanda Herrera Arrieta, f. González González, m. Murillo Ortiz, f.o. Carrete Carreón, a. Cortes Ortiz, n. Almaraz Abarca. 2013. Primary Productivity, Diet Quality and Voluntary Intake for Estimating Stocking Rate. J. Animal and Veterinary Advances 12(2):261-268.

- j.a. Tena-Flores, m.s. González-Elizondo, yolanda Herrera-Arrieta, n. Almaráz-Abarca, n. Mayek Pérez, c.r. Maximiano Da Silva, a.l. Laforga-Vanzela. 2013. Karyotype characterization of eight Mexican species of Eleocharis (Cyperaceae). Botanical Sciences 91 (2): 119 - 128.

- a. Cortés Ortiz, yolanda Herrera Arrieta, j. Herrera Corral, d. Hernández Velázquez. 2013. Potential distribution essay of three native and one introduced grass species in semiarid highlands of Mexico, applying GIS techniques. J. Bot. Res. Inst. Texas 7 (1): 441 - 451.

- yolanda Herrera Arrieta, c.a. Silva Salas, l. Ruacho Ginzález, o. Rosales Carrillo. 2012. Nuevos registros de Poáceas para el norte de México. J. Bot. Res. Inst. Texas 6 (2): 583 - 586.

- a. Cortés Ortiz, yolanda Herrera Arrieta. 2011. Distribución y Diversidad de la familia Poaceae en Chihuahua, Durango y Zacatecas, México. J. Bot. Res. Inst. Texas 5 (2): 689 - 700.

- j. Herrera Corral, f.j. González González, o.f. Carrete Carreón, n. Naranjo Jiménez, m.e. Pereda Solís, yolanda Herrera Arrieta. 2011. Composition and quality of cattle diet under extensive grazing on grasslands in northern Mexico. J. Animal and Veterinary Advances 10 (21): 2831 - 2837.

- yolanda Herrera Arrieta, d.s. Pámanes García, j. Herrera Corral, i. Cháirez Hernández, a. Cortés Ortiz. 2011. Changes of vegetation and diversity in grasslands, along 28 years of continuous grazing in the semi-arid Durango region, north Mexico. J. Animal and Veterinary Advances 10 (22): 2913 - 2920.

- j. Herrera Corral, yolanda Herrera Arrieta, f.o. Carrete Carreón, n. Almaraz Abarca, n. Naranjo Jiménez, f.j. González González. 2011. Cambio en la población de gramíneas en un pastizal abierto bajo sistema de pastoreo continuo en el norte de México. Interciencia 36 (4): 300 - 305.

- yolanda Herrera Arrieta, a. Cortés Ortiz. 2010. Listado Florístico y Aspectos Ecológicos de la Familia Poaceae para Chihuahua, Durango y Zacatecas, México. J. Bot. Res. Inst. Texas 4 (2): 711 - 738.

- ----------------, -------------. 2009. Diversidad y distribución de las Gramíneas de Zacatecas. J. Bot. Res. Inst. Texas 3 (2): 775 - 792.

- ----------------, -------------. 2009. Diversidad de las gramíneas de Durango, México. Polibotánica 2 (28): 49 - 68.

- o. Rosales Carrillo, yolanda Herrera Arrieta. 2009. Anatomía de la epidermis foliar en las especies mexicanas del género Muhlenbergia Poaceae. J. Bot. Res. Inst. Texas 3 (1): 285 - 307.

- yolanda Herrera Arrieta, p.m. Peterson, j. Valdés Reyna. 2008. Bouteloua (Poaceae: Chloridoideae: Cynodonteae: Boutelouinae) del noreste de México. J. Bot. Res. Inst. Texas 2 (2): 917 - 981.

- g. Herrera Arrreola, yolanda Herrera Arrieta, b.g. Reyes Reyes, l. Dendooven. 2007. Mezquite, huisache and catclaw and their effect on Dynamics of carbon and nitrogen in soils of the semiarid highlands of Durango Mexico. J. Arid Environments 69 (4): 583 - 598.

- p.m. Peterson, j. Valdés Reyna, yolanda Herrera Arrieta. 2007. Muhlenbergiinae (Poaceae: Chloridoideae: Cynodonteae) from Northeastern Mexico. J. Bot. Res. Inst. Texas 1 (2): 933 - 1000.

- -------------, r.j. Soreng, yolanda Herrera Arrieta. 2006. Poa matri-occidentalis (Poaceae: Pooideae: Poeae: Poinae), a new species from Mexico. SIDA 22 (2): 905 - 914.

- -------------, yolanda Herrera Arrieta. 2001. A leaf blade anatomical survey of Muhlenbergia (Poaceae: Muhlenbergiinae). SIDA 19 (3): 469 - 506.

- bartolo Romo Díaz, rodolfo Velásquez Valle, yolanda Herrera Arrieta. 1995. New poaceae distribution records for Aguascalientes, MEXICO. Madroño 42 (3): 396 - 405 resumen.

- yolanda Herrera Arrieta, william f. Grant. 1993. Correlation between generated morphological character data and flavonoid content of species in the Muhlenbergia montana complex. Canadian Journal of Botany 71 (6): 816 - 826, 10.1139/b93-093 resumen.

### Libros
- yolanda Herrera Arrieta, p.m. Peterson, a. Cortés Ortiz. 2010. Gramíneas de Zacatecas, México. Sida Botanical Miscellany. 32 : 1 - 239.[10]

- ---------------, d.s. Pámanes García. 2010. Guía de Pastos de Zacatecas. IPN-CONABIO. 175 p.

- ---------------, p.m. Peterson. 2007. Muhlenbergia (Poaceae) de Chihuahua, México. Sida Botanical Miscellany 29: 1 - 109.

- ---------------, d.s. Pámanes García. 2006. Guía de pastos para el ganadero del Estado de Durango. 290 p. IPN-COCyTED-Fundación Produce. ISBN 968526919X, ISBN 9789685269193

- ---------------, p.m. Peterson, m.e. de la Cerda Lemus. 2004. Revisión de Bouteloua (Poaceae). IPN-CONABIO. 290 p.

- ---------------. 2001. Las Gramíneas de Durango. CIIDIR Unidad Durango, Instituto Politécnico Nacional - Comisión Nacional para el Conocimiento y Uso de la Biodiversidad. Durango, Dgo. 478 p.[11]

- m. González E., s. González E., yolanda Herrera Arrieta. 1991. Flora de Durango. Serie: Listados Florísticos de México IX. Instituto de Biología. UNAM. 167 p.

- paul m. Peterson, margarita elia De la Cerda-Lemus. 2004. Revisión de Bouteloua Lag. (Poaceae). Publicó Instituto Politécnico Nacional, Centro Interdisciplinario de Investigación para el Desarrollo Integral Regional, Unidad Durango, 187 p. ISBN 9685269025, ISBN 9789685269025

### Caps. de libros
- yolanda Herrera Arrieta, p.m. Peterson. 2013. Poaceae. En Loth Helgueras, A., R. Lemus y F. Chiang (eds.) Plantas Acuáticas y Subacuáticas de México, v. I. Monocotiledóneas. Instituto de Biología. UNAM. p. 255 - 305.

- ---------------, d.s. Pámanes García. 2007. La Región de los Pastizales, sustento para una ganadería sostenida. En González y col. Vegetación y Ecorregiones de Durango. Plaza y Valdés, S.A. de C.V. 183 - 192.

- ---------------, j. Rzedowski. 2001. Familia Gramineae en el Valle de México (en parte). En Rzedowski, J. y G.C. Rzedowski (eds.) Flora Fanerogámica del Valle de México, segunda edición. Instituto de Ecología, A.C.- CONABIO: 99 - 114.

- ---------------, -------------. 1990. Familia Gramineae en el Valle de México (en parte). En Rzedowski, J. y G.C. Rzedowski (eds.) Flora Fanerogámica del Valle de México, v. 3, Publ. 27. Instituto de Ecología: 34 - 173.

## Honores

### Reconocimientos[9]
- a la Investigación desarrollada en el año sabático, en la Smithsonian Institution, enero a diciembre de 1998.

- al Investigador distinguido, otorgado por el director general del IPN, 1992, 1993, 1994, 1995, 1996, 1997, 1998, 2000, 2001, 2002, 2003, 2004, 2005, 2006, 2007, 2009, 2010, 2011.

- Premio a la investigación IPN, Área Recursos naturales, proyecto "Flora de Durango", participante, 1996.

- Beca de Investigador Nacional en el Nivel I, SNI, CONACyT, durante los períodos: 1992-1995, 1995-1998, 2000-2003, 2004-2007, 2008-2011 y 2012-2015.

- Beca Estímulo al Desempeño en Investigación (EDI), en el nivel IV, V, VII, 2000 a la fecha.

- Beca de exclusividad de la COFAA-IPN nivel IV, desde enero de 1981 a la fecha.

- Beca del Banco de México para realizar estudios de postgrado en la Universidad McGill, Montreal, Canadá. 1990-1993.

- Beca de colegiatura del Gobierno de Quebec para realizar estudios de postgrado en la Universidad McGill, Montreal, Canadá.

- Beca del CONACyT para estudios de la Maestría en el IPN, 1981-1983, México, D.F.

- Beca del CONACyT para la realización de Tesis de Licenciatura, Departamento de Entomología de ENCB-IPN, enero-diciembre de 1976, México D.F. Beca para estudio.

### Membresías
- Sociedad Botánica de México.
- Comité editorial de la revista Scientia Naturae.
- International Association for Plant Taxonomy (IAPT).
- American Society of Plant Taxonomists (ASPT).

- La abreviatura «Y.Herrera» se emplea para indicar a Yolanda Herrera Arrieta como autoridad en la descripción y clasificación científica de los vegetales.[12]